# کوه هاچیمانتائی
کوه هاچیمانتائی (به ژاپنی: Mount Hachimantai 八幡平) یکی از کوه‌های است که در استان آکیتا و استان ایواته به‌طور تقریبی با مساحت مساوی قرار گرفته‌است. نام این کوه در کتاب فهرست صد کوه معروف ژاپن آمده‌است. ارتفاع آن ۱۶۱۳ متر است. در حدود نه تا پنج هزار سال پیش در اثر فوران آتشفشانی دهانهٔ بزرگی در قلهٔ آن به وجود آمده‌است. در داخل این دهانه جمع شدن آب، موجب رطوبت محیط اطراف و به وجود آمدن جنگل شده‌است.

## نگارخانه

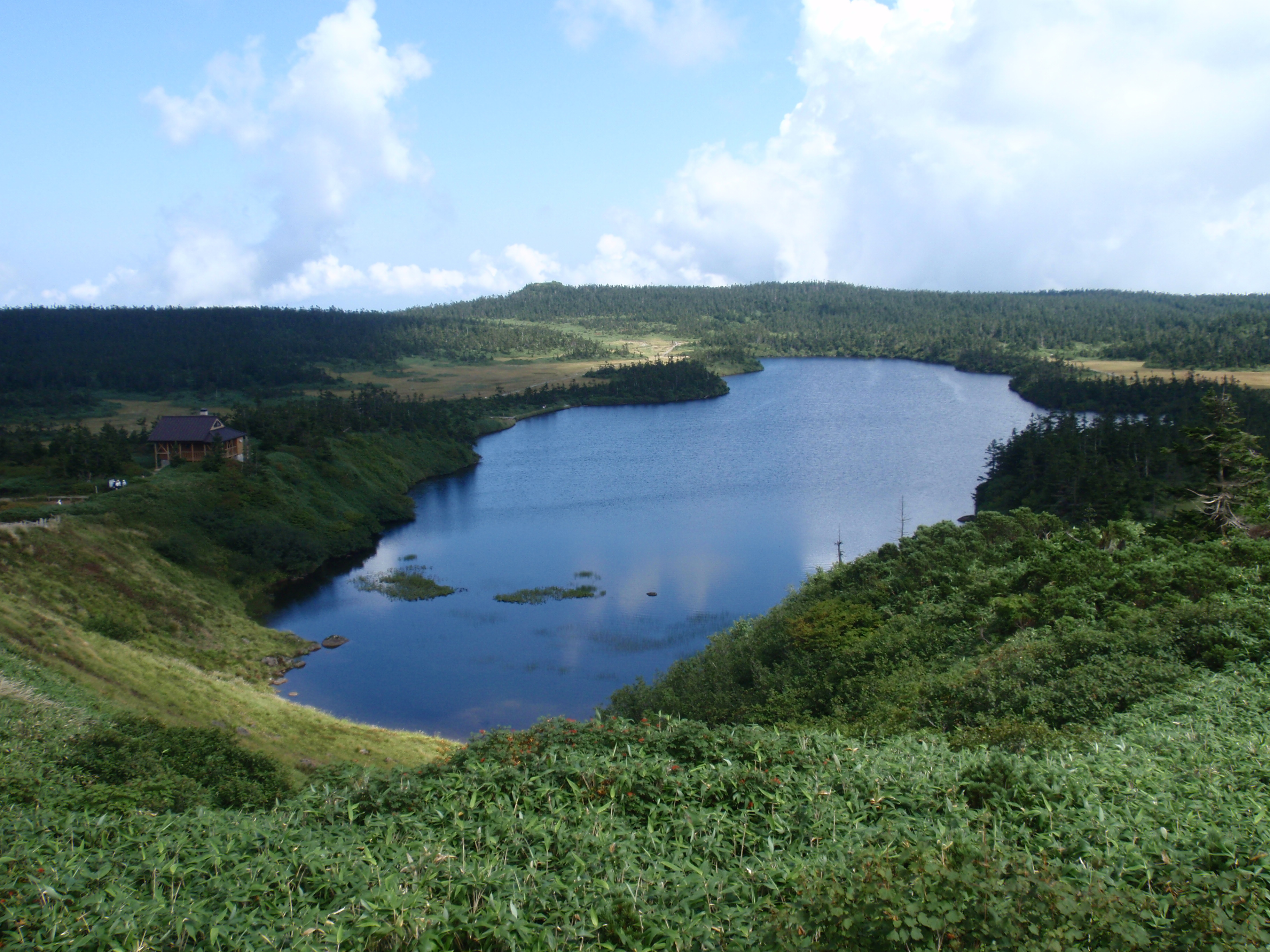
دریاچه
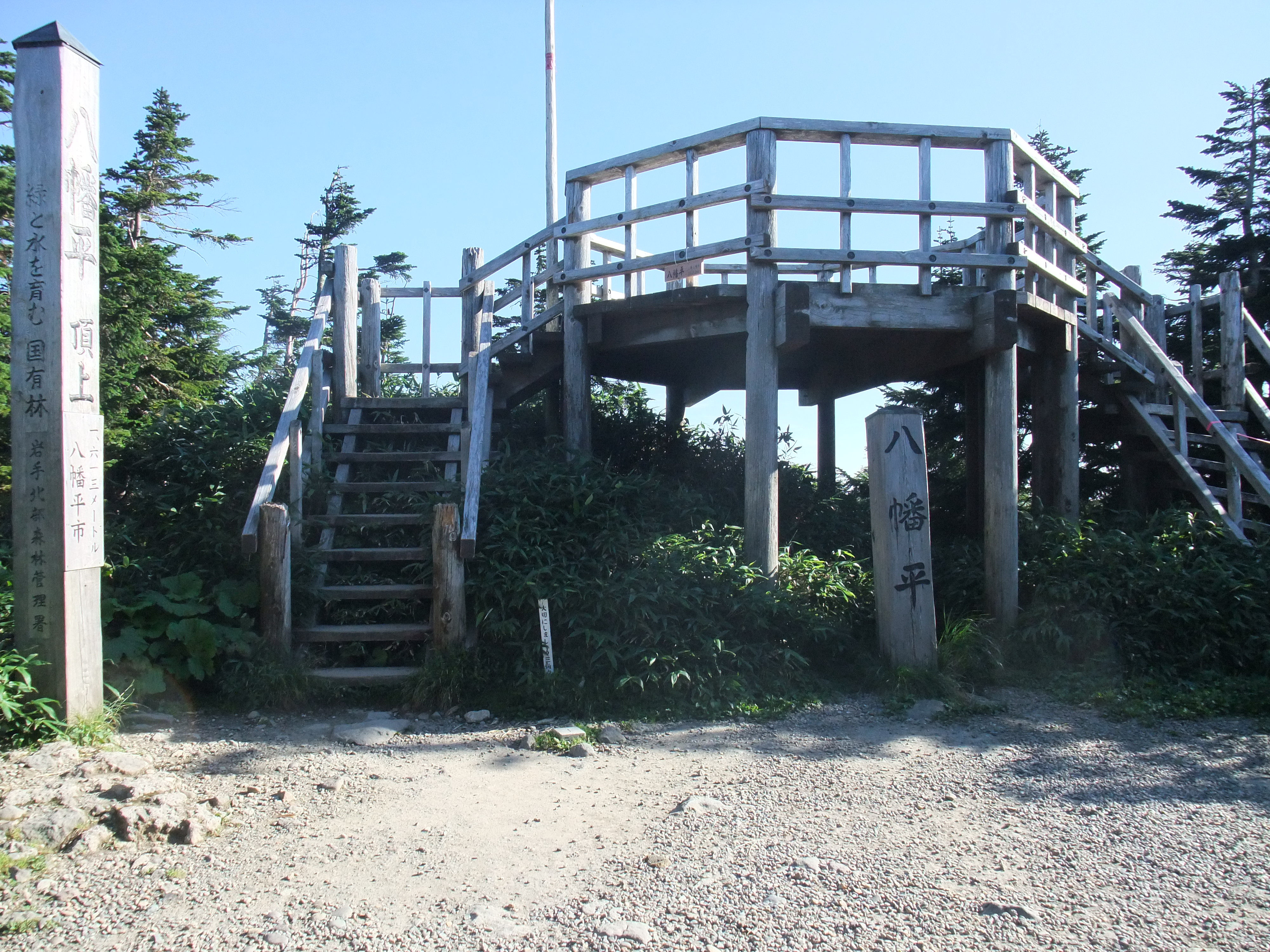
قله